# Fédération chypriote de tir à l'arc
La Fédération de Tir à l'arc Chypriote (en grec : Κυπριακή Ομοσπονδία Τοξοβολίας, Κ.Ο.ΤΟΞ) est chargée d'organiser et de développer la pratique du tir à l'arc à Chypre. Elle a été fondée en 1972. Elle organise un championnat national annuel et a accueilli plusieurs compétitions internationales. Elle est membre de la World Archery et de la World Archery Europe.

## Histoire

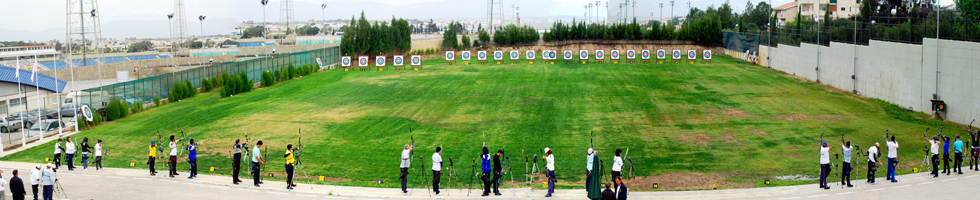
Terrain de Terrain de la Cyprus Archery Federation.

La Cyprus Archery Federation a été fondée en 1972 mais est devenue active bien plus tard. En 1987, le Cyprus Archery Club a été fondé à Nicosie, suivi par les clubs Artemis et Kentavros.
Le 8 avril 1989, le premier tournoi de tir à l'arc pancypriote a eu lieu au Lapatsa Sporting Club en utilisant des arcs d'entraînement à une distance de 30 m. Un an plus tard, la CAF a organisé le tournoi international Theofanideia en mémoire de Stelios Theofanides, une figure majeure du tir à l'arc chypriote. Par la suite, Theofanideia est devenu un événement annuel que la CAF organise chaque année lors d'un tournoi de tir à l'arc de niveau international.
Depuis 1991, la CAF organise un championnat pancyprien dans toutes les catégories d'âge et disciplines. En 1993, le premier championnat débutant a eu lieu, qui a ensuite été renommé Championnat des académies. Les deux championnats sont intégrés dans les plans de la fédération et les gagnants reçoivent de l'argent en guide de prix à la fin de chaque championnat.
En 1993, la CAF a remporté le premier Grand Prix Européen de Tir à l'Arc. Il s'agissait du plus grand événement sportif jamais organisé par la Fédération et a conduit la CAF à organiser le même événement en 1994. Depuis lors, il a organisé le Grand Prix en 1999 avec la participation de 180 athlètes de 28 pays et en 2001 avec la participation de 135 athlètes de 20 pays. En 2007, le Championnat d'Europe junior s'est tenu à Limassol avec la participation de 191 athlètes de 18 pays.
En 1996, la CAF a organisé les premiers Jeux bisannuels européens des petites nations. Les titres ont été détenus : en 1998 par Saint-Marin, en 2000 par Malte, en 2002 par le Luxembourg, en 2004 par Saint-Marin et en 2006 de nouveau par Chypre.
Aujourd'hui, la CAF compte plus de 1 000 athlètes inscrits dans 22 clubs. Il est reconnu par l' Organisation chypriote des sports (KOA) et le Comité olympique chypriote (KOE). En plus de ses activités au niveau compétitif, il soutient la formation en coaching, jugement et mise en place d'équipements techniques.

## Direction
Les élections tenues en mars 2017 ont abouti à un nouveau conseil d'administration avec la structure suivante :
- Président : Andreas Theofylaktou
- Vice-président : Costas TTallis
- Secrétaire général : Nicos Nicolaou
- Trésorière : Maria Dicomiti
- Ephor : Rena Aristou
- Membre : Marinos Panayi
- Membre : Lefteris Kokkinos